# ミロヴァン・チリッチ
ミロヴァン・チリッチ（セルビア語: Милован Ћирић, ラテン文字転写: Milovan Ćirić、1918年2月12日 - 1986年10月14日）は、セルビア（旧ユーゴスラビア）の元サッカー選手、サッカー指導者。ポジションはミッドフィールダー。

## 経歴
SKユゴスラヴィヤ最後のキャプテンにしてレッドスター・ベオグラード初代キャプテン、パルチザン・ベオグラードにも在籍したミッドフィールダー。指導者としてもユーゴスラビア代表監督に2度就任し、レッドスターとパルチザンの両方を率いた他イタリアのSSラツィオ、スペインのバレンシアCFなど多くのクラブを指揮した。